# Службени положај
Службени положај је југословенски филм из 1964. године који је добио награду Златна арена.

## Радња
Кроз рад неколицине службеника комбината, који демагошки користе форме управљања предузећем да би постигли личне материјалне користи, откривају се разлози који доводе до незаконитих појава, проневера и личних драма. Оквир радње сачињава полемички дијалог у једној редакцијској соби.
Кројачица Марија, челница самоуправне организације свог подузећа, открије да је комерцијални директор Радман, у сурадњи с финанцијским директором Јовићем, починио проневеру. Упозори на то генералног директора Бошњака, поштеног функционера партизанске прошлости. Радман покуша уценити Бошњака, саопштивши му да је његов лични ауто купљен на трошак предузећа те да је тако и он компромитован. Млада радница Зора, коју је Радман недавно завео, увиди његову поквареност и почне више ценити возача Драгеца, који је за њу заинтересован.

## Улоге
| Глумац                 | Улога                              |
| ---------------------- | ---------------------------------- |
| Воја Мирић             | Радман                             |
| Оливера Марковић       | Марија                             |
| Милена Дравић          | Зора                               |
| Лојзе Потокар          | Јовић - рачуновођa                 |
| Семка Соколовић-Берток | Фаника                             |
| Божидар Бобан          | шофер Драгец                       |
| Младен Шермент         | Приватни грађевинар                |
| Петар Банићевић        | узелац                             |
| Стево Жигон            | уредник новина                     |
| Илија Џувалековски     | друг из комитета                   |
| Аленка Ранчић          | радница у погону                   |
| Зденка Трах            | Радница у погону                   |
| Антун Налис            | чиновник у администрацији          |
| Миња Николић           | Радница - члан управног одбора     |
| Нада Суботић           | Радница - члан управног одбора     |
| Јелица Влајки          | Радница - члан управног одбора     |
| Урош Крављача          | Бошњак                             |
| Људевит Галић          | Грађевинаров пријатељ из ресторана |
| Адам Ведерњак          | Бошњаков ратни друг                |
| Иван Јонаш             | Чиновник                           |
| Звонко Зрнчић          | Јозо                               |

## Награде
На Пулском фестивалу Службени положај награђен је Великом златном ареном за најбољи филм те Златном ареном за најбољу глумицу (Оливера Марковић) и Сребрном ареном за најбољег глумца (Воја Мирић).